# Autozom
Autozóm je chromozom, který nepatří mezi pohlavní chromozomy. U člověka je v klasické tělní buňce 22 párů autozomů (oba autozomy z jednoho páru jsou nazývány homologní). V případě polyploidních organizmů se autozomy nenachází v párech, nýbrž ve více kopiích.
Dědičnost genů nacházejících se na autozómu se nazývá autozomální dědičnost (přenášená na normálním chromozomu).